# Enter (časopis)
Enter je bio hrvatski časopis o računalima koji se reklamirao sloganom "Kompjuterski časopis koji svi razumiju". Bio je namijenjen osnovnoškolcima, srednjoškolcima, ali i zahtjevnim programerima.
Izlazio je u nakladi izdavačke kuće SysPrint. Prvi broj izašao je u listopadu 2002. godine.

## Vanjske poveznice
- Enter